# Troma
Troma Entertainment é considerada hoje a mais antiga produtora independente em operação em todo o mundo. A empresa foi fundada por Lloyd Kaufman e Michael Herz em 1974, e já distribuiu mais de mil filmes em todas as regiões do mundo. 
A fórmula da Troma para entrar para a história do cinema independente foi simples: Kaufman reuniu atores baratos, efeitos pouco especiais, maquiadores inexperientes e criou um clássico do gênero, seu primeiro grande sucesso foi o filme cult “O Vingador Tóxico” (The Toxic Avenger), que se tornou símbolo da produtora.
Com mais de 40 anos no mercado e milhões de fãs espalhados pelo planeta, a Troma virou ícone do cinema underground e é considerada hoje a maior e mais respeitada produtora de filmes Trash do mundo. Atores como Kevin Costner, Marisa Tomei, Samuel L. Jackson, bem como o consagrado animador Hayao Miyazaki (Princesa Mononoke, A Viagem de Chihiro) e os humoristas Matt Stone e Trey Parker (South Park) já passaram pela produtora.